# Оутс, Юджин
Юджин Уильям Оутс — британский орнитолог. Оутс родился на Сицилии в 1845 году и ходил в школу в Бате, Англия. Иногда он посещал там Сиднейский колледж, а позже брал частные уроки у репетиторов. С 1867 по 1899 год он был государственным служащим британской колониальной администрации в Индии и Бирме. После выхода на пенсию он вернулся в Великобританию, где каталогизировал коллекцию птичьих яиц в Музее естественной истории в Лондоне. С 1898 по 1901 год он также был секретарем Британского союза орнитологов.
Он умер в Эдгбастоне.
В честь Оутса названы вид змей Typhlops oatesii, вид пауков Hypoctonus oatesii, вид ракообразных Hoplophrys oatesi.

## Публикации
- Oates, E.W. (1883). A handbook to the birds of British Burmah including those found in the adjoining state of Karennee. Vol II. London: R.H. Porter.
- Oates, E.W. (1888). "On the Indian and Burmese Scorpions of the Genus Isometrus, with Description of Three new Species". Journal of the Bombay Natural History Society 3: 244-250.
- Oates, E.W. (1889-1890). The Fauna of British India, Including Ceylon and Burma. Birds.—Vol. I & II. London: Secretary of State for India in Council. (Taylor & Francis, printers).
- Oates, E.W. (1899). A manual of the Game Birds of India. Vol. II, p. 139-146. Bombay: Cambridge.